# Diritti LGBT in Tunisia
Nonostante la Tunisia sia uno dei Paesi Islamici più all'avanguardia sui diritti umani, specialmente per quanto riguarda la condizione femminile, le persone LGBT sono ancora perseguibili penalmente e l'omosessualità rimane ancora illegale, con una pena che va fino a 3 anni di reclusione.

## Diritto penale
L'articolo 230 del codice penale del 1913 (ampiamente modificato nel 1964) decreta la reclusione fino a tre anni per atti privati di sodomia tra adulti consenzienti.
Il travestimento non è espressamente illegale, sebbene le persone transgender, insieme agli omosessuali, siano spesso accusate di violare l'articolo 226 del codice penale nazionale che bandisce "gli oltraggi contro la pubblica decenza".
Diverse organizzazioni civili, come l'Associazione tunisina delle donne democratiche, hanno sollecitato l'abrogazione dell'articolo 230.
Nel giugno 2012, il Governo ha rifiutato la raccomandazione del Consiglio dei Diritti Umani delle Nazioni Unite di depenalizzare le relazioni sessuali tra persone dello stesso sesso, argomentando che fosse un fattore occidentale in disaccordo con i valori dell'Islam, della cultura tunisina e delle tradizioni.
Nel febbraio 2023 un tribunale ha annullato la condanna rispettivamente a 3 anni di reclusione e a un anno di carcere per una donna transgender e per un omosessuale, condannati in primo grado il 21 dicembre 2022 .

## Riconoscimento delle relazioni tra persone dello stesso sesso
Il matrimonio è definito come un'unione tra un uomo e una donna in Tunisia. Il matrimonio omosessuale, o le unioni civili più limitate, non sono legalmente riconosciuti nel paese.

## Condizioni di vita
In Tunisia le persone lesbiche, gay, bisessuali e transessuali, secondo un rapporto dell'ILGA del 2008, devono affrontare difficoltà e problemi giuridici che gli altri cittadini non incontrano: tutti gli atti sessuali compiuti tra persone adulte dello stesso sesso rimangono completamente illegali all'interno del paese. Nel 2012 è stata respinta la richiesta di depenalizzare l'omosessualità.
Il 22 dicembre 1993 la Corte d’appello di Tunisi ha rigettato la richiesta di cambiare il proprio stato da "uomo" a "donna" ad una persona trans.
Nel maggio 2015 PlanetRomeo, un social network LGBT, ha pubblicato il suo primo Gay Happiness Index (GHI). Ai gay di oltre 120 Paesi è stato chiesto come si sentono riguardo alla visione della società sull'omosessualità, come vivono il modo in cui sono trattati dalle altre persone e quanto sono soddisfatti della loro vita.
La Tunisia si è classificata 91ª con un punteggio GHI di 35, appena sopra al Montenegro e alla Serbia e sotto allo Sri Lanka. Curioso come la sua posizione si trovi sopra rispetto ad alcuni paesi dove l'omosessualità non è reato (Armenia e Azerbaigian) e dove in alcuni esistono persino leggi contro l'omofobia (Moldavia, Albania, Bosnia Erzegovina, Macedonia del Nord).

### Sotto la dittatura di Zine El Abidine Ben Ali
Nel 2008, il governo della Tunisia è stato uno dei co-promotori della dichiarazione opposta della risoluzione dell'Assemblea generale del 2008 e della dichiarazione che chiede la depenalizzazione dei rapporti sessuali tra persone dello stesso sesso in tutto il mondo.
Durante la dittatura di Zine El Abidine Ben Ali, il regime ha filtrato in modo pervasivo numerose informazioni su gay e lesbiche o pagine di incontri.

### Post-dittatura di Zine El Abidine Ben Ali
Dalla caduta della dittatura di Zine El Abidine Ben Ali c'è un'apertura maggiore per le associazioni LGBT nel paese; sebbene l'astio sociale rimanga ancora molto forte.
Il 4 marzo 2021 l'attivista e militante Lgbtq Rania Amdouni è stata condannata a sei mesi di reclusione dal Tribunale di Tunisi per "oltraggio a pubblico ufficiale nell'esercizio delle sue funzioni".
La giovane era stata arrestata lo scorso 27 febbraio quando si era recata in una caserma della polizia per denunciare una campagna di minacce e diffamazione nei suoi confronti "da parte dei sindacati delle forze di sicurezza e estremisti di destra". La giovane è stata rilasciata il 17 marzo 2021.
Nel dicembre 2021 un gruppo di avvocati e attivisti LGBT ha fatto richiesta a una corte di depenalizzare l'omosessualità

## Opinione pubblica
L'opinione pubblica riguardo ai diritti LGBT è complessa. Nonostante l'omosessualità sia ancora reato in Tunisia, un sondaggio del 2014 condotto dall'associazione internazionale lesbiche, gay, bisessuali, trans e intersessuali ha rilevato una percentuale non esageratamente critica per quanto riguarda l'opinione pubblica nei confronti degli omosessuali, con sondaggi che sono vicini ad alcuni paesi dell'Est Europa, come Russia, Bielorussia, Moldavia, Macedonia, Bulgaria, Albania o Romania; il 18% delle persone tunisine era infatti favorevole alla legalizzazione del matrimonio egualitario (1% in più rispetto ai sondaggi svolti in Russia, 2% in più rispetto alla Bielorussia e 4% rispetto alla Bosnia ed Erzegovina) mentre il 61% ne era contrario; mentre il 21% rimase indeciso.
Un sondaggio condotto da ELKA Consulting nel 2016 ha dimostrato come il 64,5% dei tunisini credeva che "gli omosessuali avrebbero dovuto ricevere una punizione" mentre il 10,9% ha affermato che "gli omosessuali non avrebbero dovuto essere puniti".
Il 18 maggio 2015 nasce la prima radio LGBT in Nord Africa, "Shams Rad", a sostegno della battaglia per la depenalizzazione dell'omosessualità. Il 20 maggio 2019 la corte tunisina ha riconosciuto la legalità della radio dopo il ricorso in appello del governo che voleva far chiudere l'associazione nel febbraio 2019.
Tuttavia si stanno facendo grandi pressioni affinché l'omosessualità venga depenalizzata ufficialmente il più presto possibile.
Secondo diversi sondaggi, molte sono le persone che in Tunisia sostengono la depenalizzazione del reato di omosessualità, ma la mentalità conservatrice prevale nella società. Riguardo alla depenalizzazione del reato, si sta discutendo concretamente dal 2018, con l'appoggio di diversi avvocati e politici che da anni si stanno battendo affinché questo reato venga finalmente tolto, stabilendo che l'amore tra due persone dello stesso sesso è una forma privata, e che quindi non dovrebbe interessare la legge tunisina.
Ad aprile dello stesso anno si è svolto il secondo festival a tematica omosessuale in tutto il Maghreb.
A luglio 2019 l’avvocato Mounir Baatour, attivista dei diritti LGBT, ha annunciato la propria candidatura alla presidenza della Tunisia diventando così il primo gay dichiarato a concorrere per diventare presidente di un paese arabo, senza però essere oggetto di critiche. Egli si batte per la difesa dei diritti degli amazigh, per la totale parità uomo e donna e per gli omosessuali.
Nonostante la sua esclusione dalle elezioni finali, la sua candidatura ha avuto un esito positivo per quanto riguarda l'omosessualità in Tunisia. Tuttavia Baatour è momentaneamente fuggito in Francia.
Con le elezioni presidenziali del 2019, con il nuovo presidente Kais Saied, potrebbe però risultare più difficile provare a cancellare il reato di omosessualità, in quanto il nuovo presidente della Repubblica si oppone alla cancellazione del reato. Paradossalmente, il Presidente della Repubblica Saied rimane comunque contrario all'arresto degli omosessuali.
Se il reato di omosessualità venisse cancellato, la Tunisia diventerebbe uno dei pochi paesi musulmani assieme alla Giordania, all'Albania, la Turchia, la Bosnia-Erzegovina, l'Iraq, l'Azerbaigian, il Kosovo e il Bahrein, a non considerare l'omosessualità reato.
La Tunisia è, al momento, assieme al Libano, uno degli unici due paesi a maggioranza musulmana dove attualmente potrebbe concretizzarsi realmente l'idea di depenalizzare l'omosessualità in un tempo piuttosto vicino.
Nel 2020 un matrimonio omosessuale contratto in Francia tra un cittadino tunisino di 26 anni e un cittadino francese di 31 anni è stato riconosciuto in Tunisia come valido e annotato nell'atto di nascita dell'uomo tunisino. È la prima volta che ciò accade all'interno del mondo arabo, scatenando comunque controversie e diverse reazioni negative da parte dei mass media e da alcuni politici del Paese.
Non vi è alcuna legge che vieti agli omosessuali la donazione del sangue e nessuna legge vieta la cosiddetta "propaganda omosessuale" nel Paese.

## Tabella riassuntiva
| Attività e relazioni sessuali legali                                                                            | dal 1913 con una pena fino a 3 anni di reclusione |
| Parità di età del consenso                                                                                      | No                                                |
| Leggi anti-discriminazione nella fornitura di beni e servizi                                                    | No                                                |
| Leggi anti-discriminazione in tutti gli altri settori (inclusa discriminazione indiretta ed espressioni d'odio) | No                                                |
| Matrimonio omosessuale                                                                                          | No                                                |
| Riconoscimento delle coppie omosessuali                                                                         | No                                                |
| Adozione sia singola sia congiunta da parte di coppie omosessuali                                               | No                                                |
| Autorizzazione a prestare servizio nelle forze armate                                                           | No                                                |
| Diritto di cambiare legalmente sesso                                                                            | No                                                |
| Surrogazione di maternità per le coppie omosessuali maschili                                                    | No                                                |
| Accesso alla fecondazione in vitro per le donne lesbiche                                                        | No                                                |
| Permesso di donare il sangue                                                                                    | Si                                                |